# Leptothrips purpuratus
Leptothrips purpuratus är en insektsart som först beskrevs av Ian A. Hood 1925.  Leptothrips purpuratus ingår i släktet Leptothrips och familjen rörtripsar. Inga underarter finns listade i Catalogue of Life.